# Charlton (nome)
Charlton  è un nome proprio di persona inglese maschile.

## Varianti
- Maschili: Carleton[1], Carlton[1]

## Origine e diffusione
Il prenome deriva dall'omonimo cognome, formato dai termini anglosassoni ceorl, "contadino" o "uomo libero" (cfr. an. karl) e tun, che significa "città", "insediamento": il suo significato è quindi quello di "insediamento di uomini liberi" oppure "insediamento di contadino". Si tratta di un termine che ricorre anche in vari toponimi, in particolar modo nel sud dell'Inghilterra nella forma Charlton e nel nord dell'Inghilterra nella forma Carlton.
Non si tratta di un prenome particolarmente diffuso: negli Stati Uniti, nel 1964 occupava la 980ª posizione tra i nomi più diffusi e la 993ª nel 1959.

## Onomastico
Il nome è adespota e quindi l'onomastico viene festeggiato il 1º novembre, giorno dedicato alla festa di Ognissanti.

## Persone

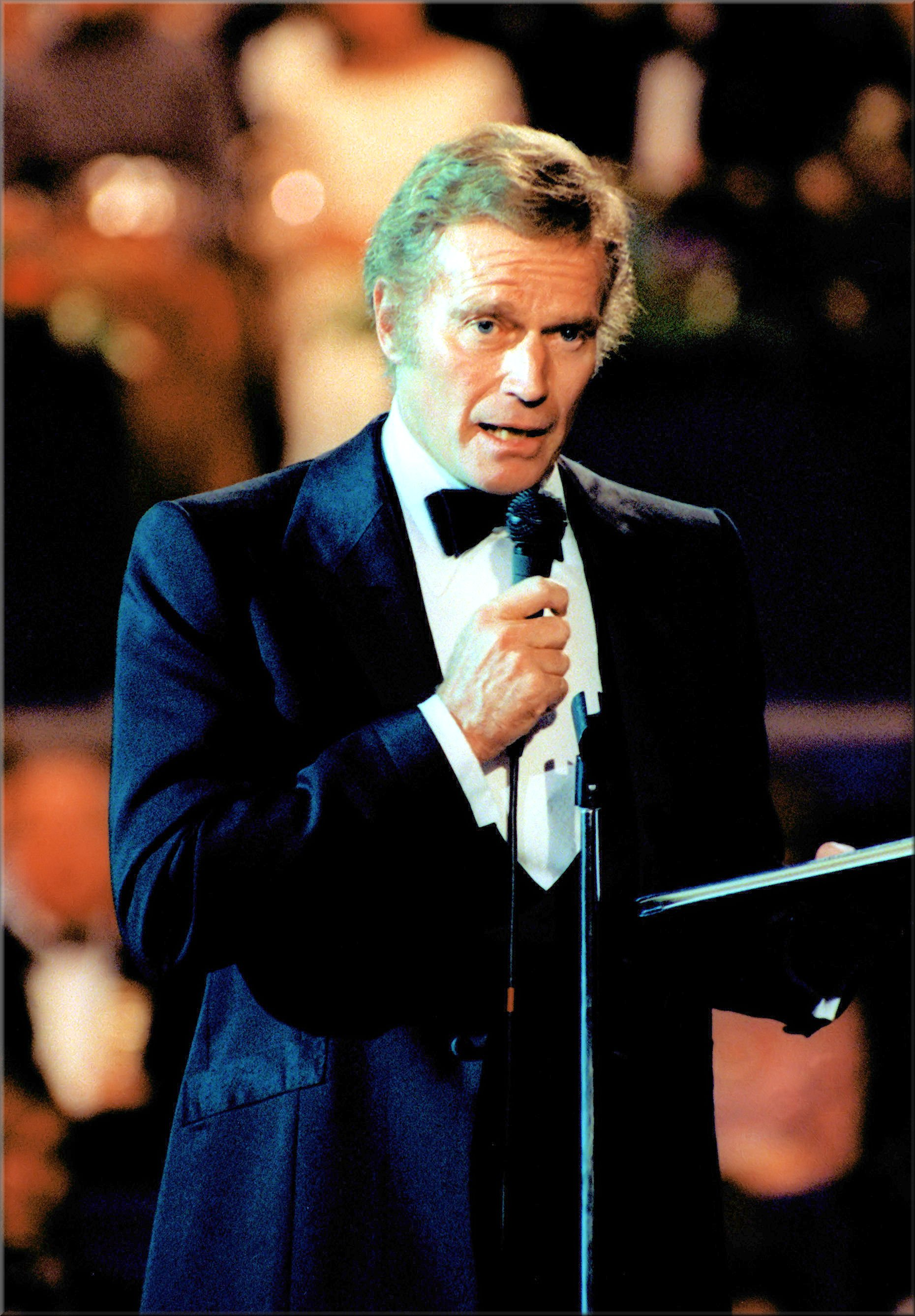
Charlton Heston

- Charlton Brooker, sceneggiatore, conduttore televisivo e produttore televisivo britannico.
- Charlton Heston, attore statunitense
- Charlton Vicento, calciatore olandese

### Variante Carlton

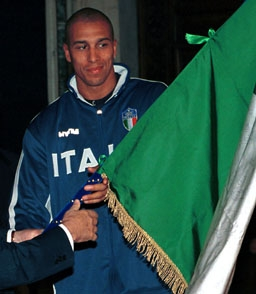
Carlton Myers

- Carlton Barrett, batterista e percussionista giamaicano
- Carlton Chambers, atleta canadese
- Carlton Cole, calciatore inglese
- Carlton Cuse, produttore televisivo e sceneggiatore statunitense
- Carlton Davis, giocatore di football americano statunitense
- Carlton "Pepe" Dill, calciatore bermudiano
- Carlton Fisk, giocatore di baseball statunitense
- Carlton Guyton,cestista statunitense
- Carlton S. King, attore e regista statunitense
- Carlton Lamont "Scooter" McCray, cestista e allenatore di pallacanestro statunitense
- Carlton Mellick III, scrittore statunitense
- Carlton Myers, cestista e conduttore televisivo italiano
- Carlton Palmer, calciatore e allenatore di calcio inglese
- Carlton Rara, cantante e compositore francese
- Carlton Douglas Ridenhour, in arte Chuck D, rapper, attivista e produttore discografico statunitense

## Il nome nelle arti
- Carlton Banks è un personaggio della serie televisiva Willy, il principe di Bel-Air.